# Margarito Lanza Flores
Margarito Lanza Flores (Corralillo, Provincia de Las Villas, Cuba, 1938-Quemado de Güines, Provincia de Las Villas, Cuba, 2 de marzo de 1962), conocido como Tondique, fue un campesino rebelde cubano, participante activo de la Rebelión del Escambray. Uno de los primeros afrocubanos que lucharon contra el gobierno de Fidel Castro. Mandó un destacamento rebelde y encabezó el levantamiento en el norte de Las Villas. Fue ejecutado por fuerzas gubernamentales.

## Campesino
Nacido en el seno de una familia de campesinos cubanos pobres de ascendencia africana. Recibió educación primaria. Desde su juventud se dedicó a las labores campesinas en Sagua la Grande. Según las opiniones de quienes lo conocieron, se distinguía por su arduo trabajo y buen carácter, y no tenía problemas con la ley. Existen diferentes críticas sobre la actitud de Lanza Flores hacia la Revolución cubana. Algunas fuentes a afirman que participó en el derrocamiento de Fulgencio Batista, pero más frecuentemente se dice que fue apolítico hasta 1960.
Poco después de que Fidel Castro llegara al poder, Cuba aprobó su primera Ley de Reforma Agraria de Cuba. La pequeña finca de Lance Flores no estuvo sujeta a división ni confiscación. Él mismo pertenecía a los campesinos pobres y además afrocubanos. Las nuevas autoridades favorecieron manifiestamente a estos grupos de la población. Quizás la reforma agraria incluso sería beneficiosa para él. Sin embargo, Margarito Lanza Flores era anticomunista y, independientemente de sus perspectivas personales, hostil al gobierno de Fidel Castro. En 1960 se suma a la Rebelión del Escambray. Esta posición era poco común entre los afrocubanos, quienes en su mayoría apoyaban a Castro en esos tiempos.

## Rebelde
Junto con un grupo de amigos de Margarito Lanza, Flores creó una unidad guerrillera anticomunista y antigubernamental. Adoptó el seudónimo partidista Tondique. Su zona de operaciones era en el norte de la provincia de Las Villas, abarcando las zonas de Corralillo y Sagua la Grande. Las acciones del destacamento de Tondique fueron importantes para el conjunto del levantamiento, ya que la mayoría de los rebeldes del Escambray operaban en el sur y centro de la provincia. La posición de Tondique en el norte ha sido comparada con la del comandante en jefe rebelde Osvaldo Ramírez García.
El destacamento de Tondique atacó a unidades del ejército gubernamental, al Ministerio del Interior y a Milicias Nacionales Revolucionarias, se apoderó o destruyó propiedades estatales y cooperativas. Se llevaron a cabo represalias contra activistas comunistas sospechosos de colaborar con los Órganos de Seguridad del Estado. En este sentido, posteriormente se observó que en las condiciones militares el carácter del bondadoso Tondique comenzó a incluir rasgos de odio feroz hacia el enemigo.

El joven campesino resultó ser un hábil estratega militar. En repetidas ocasiones logró evadir el procesamiento en situaciones difíciles. Un destacamento pequeño pero móvil maniobró eficazmente, cambió de ubicación, se refugió en hoyos especialmente excavados, se dispersó y se volvió a reunir. Tondique era popular entre los campesinos locales; se notaron sus cualidades carismáticas. Tenía la reputación de "Robin Hood" por distribuir alimentos desde almacenes gubernamentales capturados.
Tondique conocía a muchos campesinos locales. Nunca permaneció en un lugar por más de un par de días. Cuando nos persiguieron fuertemente, disolvió el destacamento y nos dijo: nos vemos en tal o cual lugar. La semana siguiente nos reuniríamos en un cerro o finca, realizaríamos la operación y avanzaríamos nuevamente, manteniendo una brecha con el enemigo. Luis Arroyo, guerrillero de Tondique 
Las Milicias Nacionales Revolucionarias intentaron evitar las misiones relacionadas con la persecución de Tondique ; esto estuvo plagado de una persecución fallida o de grandes pérdidas. Tondique era especialmente odiado por los partidarios de Fidel Castro porque alteraba la imagen del supuesto apoyo unánime al régimen entre los afrocubanos pobres. Pero al mismo tiempo, muchos militares y milicianos respetaban a Tondike como un digno oponente.
Para eliminar al destacamento de Tondique se envió una gran fuerza de fuerzas gubernamentales al mando del Comandante Lizardo Proenza Sánchez, equipada con vehículos blindados y helicópteros. Los movimientos fueron seguidos desde el aire. En diciembre de 1961, el destacamento fue finalmente rodeado por fuerzas superiores y derrotado en un feroz enfrentamiento. Sin embargo, Tondique, su adjunto Macho Mora y varios otros lograron escapar nuevamente.
Tondique estaba escondido en una cripta de un cementerio de Corralillo. Los campesinos de los alrededores le suministraban en secreto comida y agua. A finales de febrero lo localizaron nuevamente. El arresto se retrasó debido al riesgo de grandes pérdidas y Tondique volvió a intentar escapar del cerco. La persecución estuvo encabezada por el jefe de policía del Escambray, capitán Víctor Dreke, también afrocubano originario de Sagua la Grande, un año mayor que Tondique, de 23 años. Esta “batalla de jóvenes compatriotas negros” fue considerada posteriormente como un enfrentamiento épico.

## Muerte

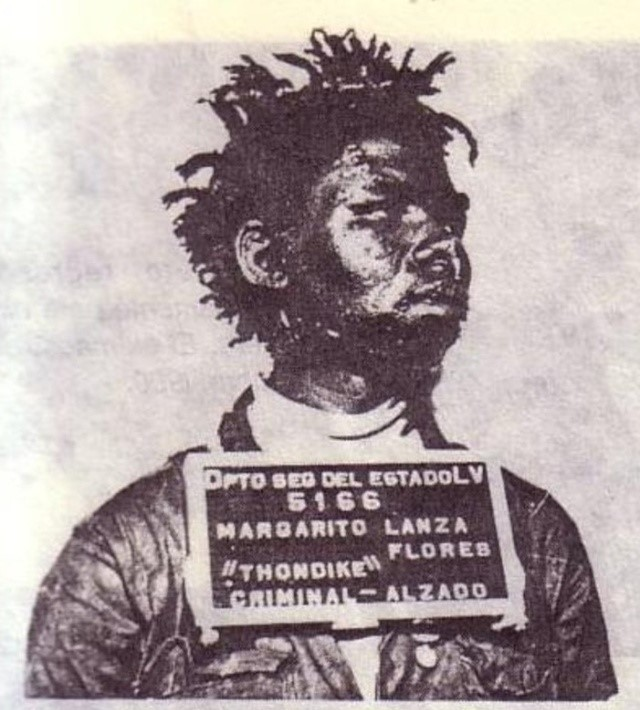
Margarito Lanza Flores capturado después de ser quemado en el Canaveral.

El 2 de marzo de 1962 Tondique y Macho Mora fueron nuevamente descubiertos en helicóptero en la zona de Quemado de Güines. Tondique intentó esconderse en el campo de juncos. Cuando los perseguidores prendieron fuego al campo, Tondique se refugió del fuego en un hoyo cavado allí mismo. Lo capturaron quemado, al borde de la asfixia. Al identificar a Tondique, se identificó como el comandante de los partisanos anticomunistas de la zona.
Los guardias quisieron golpearlo, pero el comandante Lizardo Proenza intervino: “No lo toquen. Este es un hombre de verdad".
Fue sometido a un intenso interrogatorio sin recibir medicación para el dolor por sus quemaduras. El interrogatorio fue realizado por Víctor Dreke. Tondique se negó a hablar con él. Dreke acusó a Tondique de bandidaje y ordenó su ejecución sin juicio, en virtud de la Ley de Emergencia 988 del 26 de noviembre de 1961.
Víctor Dreke dijo que enviaría un pelotón de fusilamiento. El comandante partisano Tondique, sonriendo, lo miró a los ojos y dijo: “No te preocupes, negro. Ya sabes, un cubano negro sabe comportarse como un hombre. Haz lo que quieras".
Según algunos informes, antes de la ejecución de Margarito Lanza Flores, Tondique nuevamente intentó resistir y escapar, pero fue baleado junto a sus compañeros bajo el Puente Rodrigo. Existen discrepancias cronológicas respecto a la fecha de este evento. Algunas fuentes lo llaman 12 de diciembre de 1961. Sin embargo, más a menudo dicen 2 de marzo de 1962.

## Memoria
Oficialmente, el Estado cubano ve a Margarito Lance Flores como un "brutal bandido contrarrevolucionario". La disidencia cubana lo considera "un humilde trabajador negro que se levantó contra la dictadura y la opresión". Al mismo tiempo, se contrasta simbólicamente a Margarito Lanza Flores con Víctor Dreke, una figura destacada del régimen gobernante. El nombre Capitán Tondique es un proyecto humanitario de disidentes cubanos en la ciudad cubana de Colón. Los activistas organizaron comidas gratuitas para los pobres, los enfermos, los ancianos y los niños de la calle. La iniciativa está siendo perseguida por las autoridades, incluso por su nombre.